# 琼·克罗夫特
琼·克罗夫特（英語：June Croft，1963年6月17日—），英国女子游泳运动员。她曾代表英国参加1980年、1984年和1988年夏季奥林匹克运动会游泳比赛，获得一枚银牌和一枚铜牌。